# Olof Bendz
Olof Pehrsson Bendz, fram till 1874 Olof Pehrsson, född 9 mars 1831 i Västra Tommarps socken, Malmöhus län, död 3 mars 1901 i Lomma församling, var en svensk veterinär. Han var bror till Hans Bendz och morfar till Georg Funkquist.
Bendz började studera i Lund 1849 och blev filosofie kandidat 1853. Han skrevs in vid medicinska fakulteten 1854 och studerade vid Karolinska institutet 1854–1856. Där introducerade Anders Retzius honom till veterinärvetenskap som han fortsatte att studera vid Veterinair- og Landbohöjskolen i Köpenhamn 1856. Han disputerade i Lund 1856 och blev filosofie magister.
1856 utnämndes Bendz till adjunkt och lärare i anatomi vid Veterinärinrättningen i Stockholm. Han studerade veterinärmedicin i utlandet 1861–1862, avlade fransk veterinärexamen i Toulouse 1862 och fick svensk legitimation 1864. Bendz antogs 1861 till lärare 
i veterinärvetenskap, anatomi, fysiologi och zoologi vid Alnarps lantbruksinstitut, som då var nyinrättat. 1868–1893 var han vid sidan av denna tjänst regementsveterinär vid Skånska husarregementet. 
Bendz främsta insatser gällde det rationella hovbeslagets område, där han hade en banbrytande roll i Sverige. 1863 inrättades på hans initiativ en kurs vid Alnarp för hovslagare från Malmöhus län. 1876–1877 uppfördes en byggnad vid Alnarp för en hovbeslagsskola, som Bendz tog initiativ till och var föreståndare för. Han författade åtskilliga läroböcker i olika veterinära ämnen och mindre artiklar i fackpressen, speciellt om hovbeslaget. 1860 var han en av dem som tog initiativ till att grunda Svenska veterinärläkareföreningen.
Bendz medverkade också till att Folkhögskolan Hvilan grundades och utvecklades vidare.